# EMX2
EMX2‏ (Empty spiracles homeobox 2) هوَ بروتين يُشَفر بواسطة جين EMX2 في الإنسان.